# Villard-Notre-Dame
Pour les articles homonymes, voir Villard et Notre-Dame.
Villard-Notre-Dame est une commune française située dans le département de l'Isère, en région Auvergne-Rhône-Alpes.
C'est l'une des communes les moins peuplées du département.

## Géographie

### Situation et description
La commune, traversée par le 45e parallèle nord, est de ce fait située à égale distance du pôle Nord et de l'équateur terrestre (environ 5 000 km).

### Géologie et relief

#### Sites géologiques remarquables
La « faille normale jurassique de la Jassirette » est un site géologique remarquable. En 2014, ce site d'intérêt tectonique est classé « trois étoiles » à l'« Inventaire du patrimoine géologique ».

### Climat
Pour des articles plus généraux, voir Climat d'Auvergne-Rhône-Alpes et Climat de l'Isère.
En 2010, le climat de la commune est de type climat de montagne, selon une étude du Centre national de la recherche scientifique s'appuyant sur une série de données couvrant la période 1971-2000. En 2020, Météo-France publie une typologie des climats de la France métropolitaine dans laquelle la commune est exposée à un climat de montagne ou de marges de montagne et est dans une zone de transition entre les régions climatiques « Alpes du nord » et « Alpes du sud ». 
Pour la période 1971-2000, la température annuelle moyenne est de 7,5 °C, avec une amplitude thermique annuelle de 16,9 °C. Le cumul annuel moyen de précipitations est de 1 027 mm, avec 10,4 jours de précipitations en janvier et 7,8 jours en juillet. Pour la période 1991-2020, la température moyenne annuelle observée sur la station météorologique de Météo-France la plus proche, « Alpe-d'Huez », sur la commune de Huez à 7 km à vol d'oiseau, est de 5,1 °C et le cumul annuel moyen de précipitations est de 994,8 mm,. Pour l'avenir, les paramètres climatiques de la commune estimés pour 2050 selon différents scénarios d'émission de gaz à effet de serre sont consultables sur un site dédié publié par Météo-France en novembre 2022.

### Lieux-dits et écarts
La Guettou, la Grand'vie, le Charnier, Boutillon, le Prat, l'Essart, Lafont, le Creux, la Gardette.

## Urbanisme

### Typologie
Au 1er janvier 2024, Villard-Notre-Dame est catégorisée commune rurale à habitat très dispersé, selon la nouvelle grille communale de densité à sept niveaux définie par l'Insee en 2022.
Elle est située hors unité urbaine et hors attraction des villes,.

### Occupation des sols
L'occupation des sols de la commune, telle qu'elle ressort de la base de données européenne d’occupation biophysique des sols Corine Land Cover (CLC), est marquée par l'importance des forêts et milieux semi-naturels (99,7 % en 2018), une proportion identique à celle de 1990 (99,7 %). La répartition détaillée en 2018 est la suivante : 
espaces ouverts, sans ou avec peu de végétation (57,8 %), forêts (28 %), milieux à végétation arbustive et/ou herbacée (13,9 %), zones agricoles hétérogènes (0,3 %). L'évolution de l’occupation des sols de la commune et de ses infrastructures peut être observée sur les différentes représentations cartographiques du territoire : la carte de Cassini (XVIIIe siècle), la carte d'état-major (1820-1866) et les cartes ou photos aériennes de l'IGN pour la période actuelle (1950 à aujourd'hui).

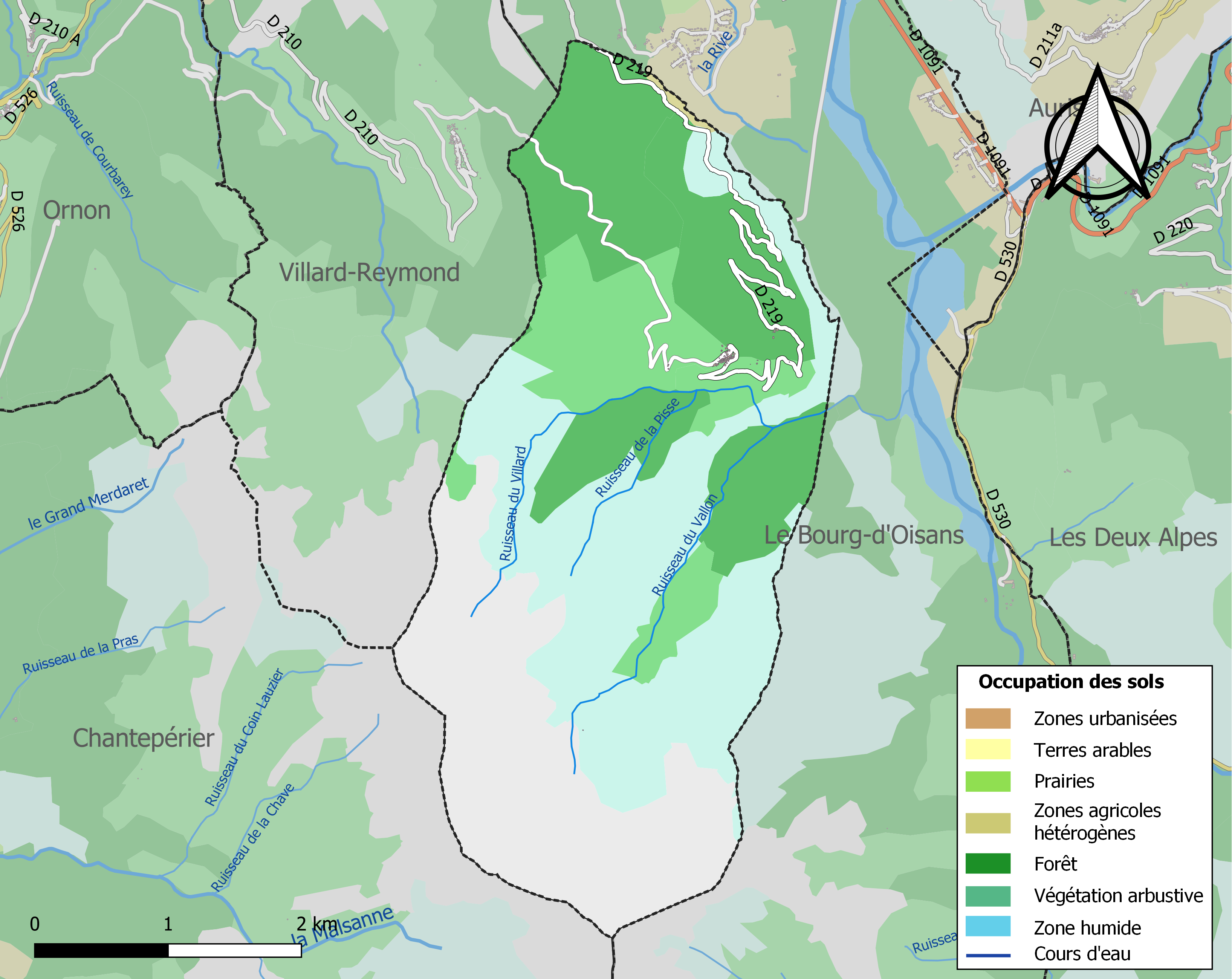
Carte des infrastructures et de l'occupation des sols de la commune en 2018 (CLC).

## Histoire
L'église de l'ancienne paroisse qui se dénommait alors Villard-Aimon ou Villard-Eymond est attestée dès le XIe siècle et était dédiée à la Vierge.
La mine de La Gardette est située en grande partie sur la commune de Villard-Notre-Dame, et pour une moindre part sur la commune du Bourg-d'Oisans. Elle a essayé d’exploiter différents filons de quartz aurifère au cours du XVIIIe et du  XIXe siècle, sur différentes périodes de travaux, assez brèves pour cause d’insuccès. Si de l’or natif a bien été découvert, il n’a pas été extrait plus de 3 à 4 kg d’or sur deux siècles. Par contre, cette mine est célèbre dans le monde géologique pour la beauté ou la rareté des minéraux qui y ont été découverts, et plus particulièrement pour de magnifiques groupes de cristaux de quartz.

## Politique et administration

### Liste des maires

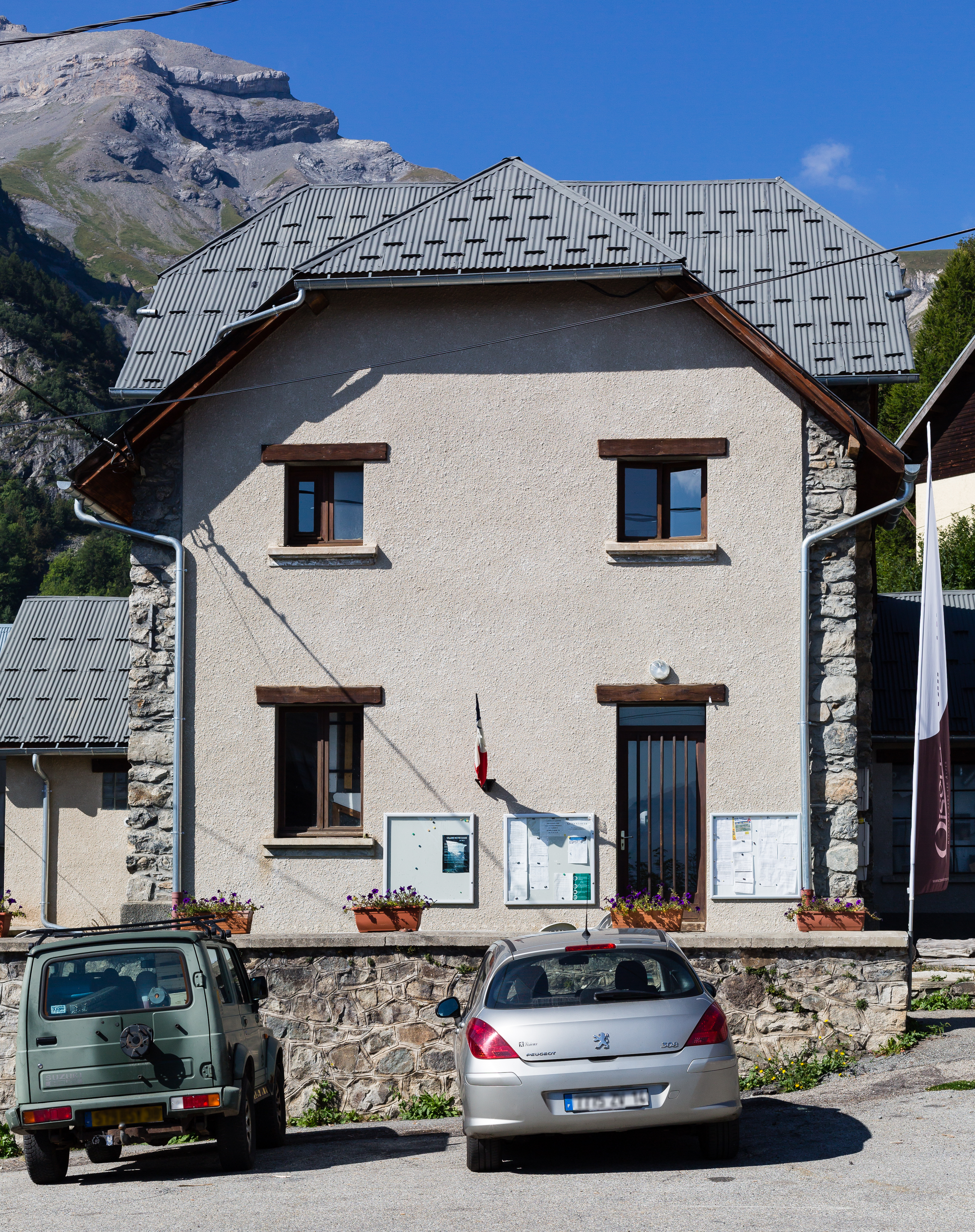
La mairie.

| Période                                  | Période  | Identité              | Étiquette | Qualité           |
| ---------------------------------------- | -------- | --------------------- | --------- | ----------------- |
| Les données manquantes sont à compléter. |          |                       |           |                   |
| 1947                                     | 1959     | Alfred Richard        |           |                   |
| 1959                                     | 1977     | Clément Brun          |           |                   |
| 1977                                     | 2008     | Jean-Jacques Berlioux | FN        | Restaurateur      |
| 2008                                     | 2020     | Philippe Brun         |           | Artisan           |
| 2020                                     | En cours | Ophélie Brun          | DVD       | Employée de l'ESF |

## Population et société

### Démographie
L'évolution du nombre d'habitants est connue à travers les recensements de la population effectués dans la commune depuis 1793. Pour les communes de moins de 10 000 habitants, une enquête de recensement portant sur toute la population est réalisée tous les cinq ans, les populations de référence des années intermédiaires étant quant à elles estimées par interpolation ou extrapolation. Pour la commune, le premier recensement exhaustif entrant dans le cadre du nouveau dispositif a été réalisé en 2008.

En 2022, la commune comptait 26 habitants, en stagnation par rapport à 2016 (Isère : +3,07 %, France hors Mayotte : +2,11 %).
| 1793 | 1800 | 1806 | 1821 | 1831 | 1836 | 1841 | 1846 | 1851 |
| ---- | ---- | ---- | ---- | ---- | ---- | ---- | ---- | ---- |
| 264  | 237  | 316  | 222  | 265  | 199  | 239  | 228  | 242  |

| 1856 | 1861 | 1866 | 1872 | 1876 | 1881 | 1886 | 1891 | 1896 |
| ---- | ---- | ---- | ---- | ---- | ---- | ---- | ---- | ---- |
| 249  | 231  | 216  | 191  | 182  | 160  | 154  | 146  | 131  |

| 1901 | 1906 | 1911 | 1921 | 1926 | 1931 | 1936 | 1946 | 1954 |
| ---- | ---- | ---- | ---- | ---- | ---- | ---- | ---- | ---- |
| 128  | 106  | 100  | 83   | 65   | 56   | 69   | 34   | 37   |

| 1962 | 1968 | 1975 | 1982 | 1990 | 1999 | 2006 | 2008 | 2013 |
| ---- | ---- | ---- | ---- | ---- | ---- | ---- | ---- | ---- |
| 7    | 12   | 28   | 20   | 26   | 41   | 32   | 29   | 26   |

| 2018 | 2022 | - | - | - | - | - | - | - |
| ---- | ---- | - | - | - | - | - | - | - |
| 28   | 26   | - | - | - | - | - | - | - |

### Enseignement
La commune est rattachée à l'académie de Grenoble.

## Culture et patrimoine

L'entrée des mines d'or de La Gardette en 1907 environ. Devant l'entrée, Hippolyte Müller et un lieutenant des Chasseurs.

### Patrimoine religieux
- Église paroissiale Notre-Dame-de-l'Assomption de Villard-Notre-Dame

### Patrimoine civil
- Anciennes mines de La Gardette

ces mines de quartz et d'or, fermées. Elles ont servi à la décoration du château de Versailles.